# Jonny Quest
Jonny Quest (ang. Jonny Quest, emitowany w latach 1964–1965 oraz w 1986) – amerykański serial animowany. Został wyprodukowany przez studio Hanna-Barbera. Stworzony według komiksu artysty Douga Wildey’ego. Opowiada o młodym chłopcu, który towarzyszy swojemu ojcu w ekstremalnych przygodach. Kontynuacją serialu są Prawdziwe przygody Jonny’ego Questa, które powstały w latach 1996–1997, również w studio Hanna-Barbera.

## Bohaterowie
- Jonathan „Jonny” Quest – dziesięcioletni, czasami lekkomyślny chłopiec. Jest synem Doktora Bentona Questa. Ma psa Bandytę. Jego przyjaciółmi są Hadji Singh i Race Bannon. Często podróżuje ze swoimi przyjaciółmi. W oryginalnej wersji językowej głosu użyczyli mu Tim Matheson (lata 60.) oraz Scott Menville (lata 80.).
- Hadji – jest w wieku Jonny’ego. Adoptowany syn Doktora Bentona Questa. Jego przyjaciółmi są Jonny i Race. Pochodzi z Indii. W oryginalnej wersji językowej głosu użyczyli mu Danny Bravo (lata 60.) oraz Rob Paulsen (lata 80.).
- doktor Benton C. Quest – inteligentny, ojciec Jonny’ego. Zwiedza świat w celach naukowych. Jego asystentem jest „Race” Bannon. W oryginalnej wersji językowej głosu użyczyli mu John Stephenson (odc. 1–4 i 9) oraz Don Messick (pozostałe odcinki z lat 60. i lata 80.).
- Roger T. „Race” Bannon – asystent Doktora Questa. Często wyjeżdża z dr Questem. Ćwiczy judo z Jonnym i Hadjim. W oryginalnej wersji językowej głosu użyczyli mu Mike Road (lata 60.) oraz Granville Van Dusen (lata 80.).
- Bandyta – pies Jonny’ego. Podróżuje ze swoim właścicielem. Jest wierny wszystkim bohaterom. Głosu użyczył mu Don Messick (lata 60. i 80.).

## Czarne charaktery
- doktor Zin – łysy, orientalny geniusz zbrodni z cienkimi wąsami. Przyciąga go to co jest atrakcyjne dla ludzi jego pokroju: dominacja nad światem, władza absolutna, bogactwo. Na jego nieszczęście na drodze do spełnienia marzeń staje załoga Jonny’ego. Nie pomaga nawet fakt, że do realizacji swoich celów wybiera doskonałych fachowców. Zin, który rozrabiał w siedmiu odcinkach 1 i 2 serii wciąż jest na wolności.
- Korchek – sługus Dr Zina, zamieniony w Race’a Bannona. Podszywając się pod przyjaciela Questów, próbował siłą wydobyć ważne informacje od Dr Questa, ale nie dał rady. Przez jakiś czas udało mu się wszystkich oszukać, ale Hadji, a potem Jonny zaczęli go podejrzewać. Chłopcom pomogła Jade, dobra znajoma Race’a, która potem stwierdziła Jest tylko JEDEN Race Bannon. Los Korcheka jest nieznany. Po raz ostatni widzieliśmy go nieprzytomnego po ciosie Race’a. Korchek pojawił się w odcinku Podwójne niebezpieczeństwo.
- Przywódca Pigmejów – rządził żelazną ręką i posiadał absolutną władzę nad swoim małym królestwem. Był gotów poświęcić jednego ze swych poddanych rzucając go na pożarcie czarnej panterze i bez litości pojmał i uwięził naszych bohaterów. Został wygnany w głąb dżungli przez grupę, która przybyła by ratować Jonny’ego. Wystąpił w odcinku Mały problem z Pigmejami.
- Deen – poruszający się na wózku inwalidzkim siwowłosy maniak. Kalectwo nie przeszkodziło mu w uwięzieniu grupy ludzi, która wydobywała dla niego srebro. Na jego usługach był olbrzymi pteranodon Turu. Obydwaj zginęli w ruchomych piaskach. Wystąpił w Strasznym Turu.
- Dietrich – mały zdeformowany człowieczek. Przybrał postać gargulca, aby szpiegować profesora Eriksona, przyjaciela, Dr Questa, który wynalazł urządzenie antygrawitacyjne. Swego czasu Dietrich był znany jako norweski karzeł wykonujący akrobacje. Zginął z ręki swojego szefa Ivara.
- Ivar – próbował wykraść urządzenie profesora Eriksona wykorzystując do tego celu Dietricha. Kiedy ten zażądał zapłaty za swoje usługi, Ivar zastrzelił go. Sam Ivar prawdopodobnie również zginął, po tym jak na jego łódź zawalił się lodowiec. Było to wynikiem akcji Race’a i Dr Questa. Zarówno Dietrich jak i Ivar pojawili się w odcinku Dom siedmiu gargulców.

## Spis odcinków
| Nr             | Polski tytuł                        | Angielski tytuł               |
| -------------- | ----------------------------------- | ----------------------------- |
|                |                                     |                               |
| SERIA PIERWSZA |                                     |                               |
|                |                                     |                               |
| 01             | Ludzie-żaby                         | The Mystery of the Lizard Men |
|                |                                     |                               |
| 02             | W poszukiwaniu zaginionego pocisku  | Arctic Splashdown             |
|                |                                     |                               |
| 03             | Klątwa boga Anubisa                 | The Curse of Anubis           |
|                |                                     |                               |
| 04             | Pogoń za Po-Ho                      | Pursuit of the Po-Ho          |
|                |                                     |                               |
| 05             | Zagadka złota                       | Riddle of the Gold            |
|                |                                     |                               |
| 06             | Świątynny skarb                     | Treasure of the Temple        |
|                |                                     |                               |
| 07             | Przygoda w Kalkucie                 | Calcutta Adventure            |
|                |                                     |                               |
| 08             | Robot szpieg                        | The Robot Spy                 |
|                |                                     |                               |
| 09             | Podwójne niebezpieczeństwo          | Double Danger                 |
|                |                                     |                               |
| 10             | Cień kondora                        | Shadow of the Condor          |
|                |                                     |                               |
| 11             | Piracka bandera                     | Skull and Double Crossbones   |
|                |                                     |                               |
| 12             | Straszna lalka                      | The Dreadful Doll             |
|                |                                     |                               |
| 13             | Mały problem z Pigmejami            | A Small Matter of Pygmies     |
|                |                                     |                               |
| 14             | Smoki Ashidy                        | Dragons of Ashida             |
|                |                                     |                               |
| 15             | Straszny Turu                       | Turu the Terrible             |
|                |                                     |                               |
| 16             | Fałszywy wulkan                     | The Fraudulent Volcano        |
|                |                                     |                               |
| 17             | Wilkołak z Timberlandu              | Werewolf of the Timberland    |
|                |                                     |                               |
| 18             | Piraci z głębin                     | Pirates from Below            |
|                |                                     |                               |
| 19             | Atak ludzi-drzew                    | Attack of the Tree People     |
|                |                                     |                               |
| 20             | Niewidzialny potwór                 | The Invisible Monster         |
|                |                                     |                               |
| 21             | Wieża Diabła                        | The Devil’s Tower             |
|                |                                     |                               |
| 22             | Tajemnica pocisku Quetong           | The Quetong Missile Mystery   |
|                |                                     |                               |
| 23             | Dom siedmiu gargulców               | House of Seven Gargoyles      |
|                |                                     |                               |
| 24             | Wyspa terroru                       | Terror Island                 |
|                |                                     |                               |
| 25             | Potwór w klasztorze                 | Monster in the Monastery      |
|                |                                     |                               |
| 26             | Morskie straszydło                  | The Sea Haunt                 |
|                |                                     |                               |
| SERIA DRUGA    |                                     |                               |
|                |                                     |                               |
| 27             | Niebezpieczny wynalazek Dr Phorbusa | Peril of the Reptilian        |
|                |                                     |                               |
| 28             | Stalowe rumaki                      | Nightmares of Steel           |
|                |                                     |                               |
| 29             | Kosmici wśród nas                   | Aliens Among Us               |
|                |                                     |                               |
| 30             | Anty – antyrakieta Dr Zina          | Deadly Junket                 |
|                |                                     |                               |
| 31             | Czterdzieści lat wstecz             | Forty Fathoms Into Yesterday  |
|                |                                     |                               |
| 32             | Żywy relikt                         | Vikong Lives                  |
|                |                                     |                               |
| 33             | Hardrok – człowiek z kamienia       | The Monolith Man              |
|                |                                     |                               |
| 34             | Sekret glinianych wojowników        | Secret of the Clay Warriors   |
|                |                                     |                               |
| 35             | Władca przestworzy                  | Warlord of the Sky            |
|                |                                     |                               |
| 36             | Race kontra Skyborg                 | The Scourge of Skyborg        |
|                |                                     |                               |
| 37             | Świątynia mroku                     | Temple of Gloom               |
|                |                                     |                               |
| 38             | Pełzające nie wiadomo co            | Creeping Unknown              |
|                |                                     |                               |
| 39             | Plan Dr Zina                        | Skullduggery                  |
|                |                                     |                               |

### Filmy
| Rok produkcji | Polski tytuł                     | Angielski tytuł               |
| ------------- | -------------------------------- | ----------------------------- |
|               |                                  |                               |
| FILMY         |                                  |                               |
|               |                                  |                               |
| 1993          | Złota zagadka Jonny’ego          | Jonny’s Golden Quest          |
|               |                                  |                               |
| 1995          | Jonny Quest kontra Cyber Insekty | Jonny Quest vs. Cyber Insects |
|               |                                  |                               |

## Wersja polska
Wersja polska:
- Unifilm sp z.o.o. (zlecenie),
- CWPiFT POLTEL (nagranie),
- Studio Opracowań Filmów w Warszawie (opracowanie dialogów)

Reżyser: Elżbieta Jeżewska (odc. 1, 3)

Tekst: Stanisława Dziedziczak (odc. 1, 3)

Dźwięk: Andrzej Kowal (odc. 1, 3)

Montaż: Irena Romeyko (odc. 1, 3)

Kierownik produkcji: Małgorzata Zielińska (odc. 1, 3)

Wystąpili:
- Ilona Kuśmierska – Jonathan „Jonny” Quest (odc. 1, 3)
- Rafał Kowalski  – doktor Benton C. Quest (odc. 1, 3, 9)
- Roch Siemianowski – Rogert T. „Race” Bannon (odc. 1, 3)
- Jerzy Dominik – Race Bannon (odc. 9)
- Tomasz Kozłowicz – 
  - Hadji (odc. 3),
  - Jonny Quest (odc. 9)
- Waldemar Andrykowski – Hadji (odc. 9)
- Wojciech Duryasz – 
  - przywódca ludzi-żab (odc. 1),
  - Corbin (odc. 1)
- Jacek Dzisiewicz – 
  - Roberts (odc. 1),
  - jeden z ludzi-żab (odc. 1)
- Andrzej Gawroński – kapitan (odc. 1)
- Zbigniew Borek – 
  - sternik (odc. 1),
  - Miguel (odc. 1),
  - jeden z ludzi-żab (odc. 1),
  - Cortex (odc. 9)
- Ryszard Olesiński – 
  - kolega Miguela (odc. 1),
  - jeden z załogantów wodolotu (odc. 1)
- Andrzej Bogusz –
  - kapitan samolotu ratunkowego (odc. 1),
  - strażnik (odc. 9)
- Jerzy Mazur –
  - jeden z załogantów wodolotu (odc. 1),
  - jeden z arabskich porywaczy (odc. 3),
  - tajlandzki przewodnik (odc. 9)
- Arkadiusz Bazak – doktor Ahmed Kareem (odc. 3)
- Jacek Bursztynowicz – jeden z arabskich porywaczy (odc. 3)
- Katarzyna Kubat – Jade (odc. 9)
- Mirosław Wieprzewski – doktor Zin (odc. 9)
- Henryk Łapiński – naukowiec (odc. 9)

i inni
Lektor: Władysław Frączak